# Estrada Diocleciana

Fronteira romano-persa durante a Antiguidade Tardia. A estrada Diocleciana está situada a sudoeste, próximo a fronteira pontilhada

A estrada Diocleciana ou Estrada de Diocleciano (em latim: Strata Diocletiana) foi uma estrada militar fortificada construída ou grandemente reconstruída pelo imperador romano Diocleciano (r. 284–305) próximo ao limes Arábico do Império Romano tendo ela atuado como a principal linha de defesa da Síria-Fenícia. Sua linha principal percorreu a sudeste de Sura, no Eufrates, para Palmira e então junto de Jabal Rauaque (Rawaq) para Cã Abu Camate (Khan Abu Khamat), próximo de Thelsee (atual Dumeir). De lá continuou para Houran e juntou-se a uma estrada similar junto ao limes Arábico. Sabe-se que em alguns pontos, em sua seção arábica, a estrada Diocleciana percorreu paralela a via Nova Trajana.
Ao longo da estrada foram construídos fortes em intervalos regulares (c. 30 milhas romanas) com estações de sinalização e atalaias intermediárias. Em junções chave ao longo da estrada, unidades pesadas foram estacionadas. Possivelmente foi feito uso de colinas baixas para possibilitar aos defensores ver melhor e porque o terreno mais elevado ajudou a atrair precipitação.